# Anastasia Chevtsova
Pour les articles homonymes, voir Shevtsova.
Anastasia Shevtsova est une danseuse russe, née le 2 juillet 1995 à Saint-Pétersbourg.

## Biographie
Élève de l'académie de ballet Vaganova de Saint-Pétersbourg, elle est sélectionnée à l'âge de 19 ans pour jouer le rôle-titre de Polina dans le film Polina, danser sa vie. Pour ce rôle, elle apprend le français. Le film lui valut d'être pré-nommée pour le César du meilleur espoir féminin. Elle intègre ensuite la troupe du Théâtre Mariinsky à Saint-Pétersbourg, et songe s'orienter vers la danse contemporaine à l’instar de son personnage de Polina et devenir chorégraphe.